# 阿厮兰汉
阿厮兰汉（Arslan Khan，?—?），高昌回鶻国王的自称。即回鹘语“狮子可汗”，一些文献中也称“高昌师子王”。
北宋太平兴国六年（981年），国王上书宋朝时始称“西州外生师子王阿厮兰汉”，遣都督麦索温进贡宋朝。五月，宋太宗遣供奉官王延德、殿前承旨白勋使高昌。太平兴国八年（983年），遣使安鹘卢至汴京朝贡。雍熙元年（984年）四月，王延德等还开封府，叙其行程。宋真宗景德元年（1004年），遣使金延福来贡。
西州即今吐鲁番盆地，唐朝设为西州，宋时属高昌回鹘。“外生”即外甥，唐朝和回鹘和亲，回鹘后裔称中原皇帝为“舅”，自称“甥”。“师子”即狮子，“阿厮兰”的回鹘语原音为“阿尔斯兰”（Arslan），意为狮子。“师子阿厮兰汉”即“狮子王”之意。佛经多颂狮子威武，所以回鹘王多用以为美称。“汉”为汗的异译。实际上这个称号的意思是：“西州的外甥狮子王”。